# Vườn quốc gia Aketajawe-Lolobata
Vườn quốc gia Aketajawe-Lolobata là một vườn quốc gia nằm tại Halmahera, hòn đảo lớn nhất ở tỉnh Bắc Maluku, Indonesia. Nó được tổ chức BirdLife International coi là địa điểm quan trọng đối với sự tồn tại của ít nhất 23 loài chim đặc hữu. Aketajawe-Lolobata có diện tích 167.300 hecta, được tuyên bố là vườn quốc gia vào năm 2004.

## Địa lý
Vườn quốc gia Aketajawe-Lolobata nằm ở phía bắc của đảo Halmahera thuộc tỉnh Bắc Maluku. Nó là một phần của điểm nóng đa dạng sinh học Wallacea.

## Động thực vật
Thảm thực vật của vườn quốc gia chủ yếu bao gồm rừng nhiệt đới đất thấp và rừng nhiệt đới trên núi. Nó đặc trưng bởi mức độ đa dạng sinh học cao, chủ yếu gồm các loài Agathis, Calophyllum inophyllum, Octomeles sumatrana, Koordersiodendron pinnatum, Pometia pinnata, Intsia bijuga, Canarium mehenbethene gaerta, và Palaquium obtusifolium.
Trong số 51 loài động vật có vú được tìm thấy ở Bắc Maluku thì có 28 loài được tìm thấy trên đảo Halmahera, trong đó có 7 loài đặc hữu của vùng này và một loài Phalanger ornatus đặc hữu của hòn đảo. Trong số 243 loài chim ở Bắc Maluku, 211 loài đã được ghi nhận trên đảo Halmahera, trong đó có 24 loài đặc hữu, bao gồm chim Bidadari, phường chèo Halmahera, bói cá Sombre, vẹt mào trắng, bói cá trắng xanh, Ó Molucca, bồ câu ăn trái đầu xám, đuôi cụt ngực ngà.
Một số loài đặc hữu khác bao gồm 2 loài châu chấu, 3 loài chuồn chuồn, 1 loài bướm và 20 loài nhuyễn thể trên cạn.